# Монталвин Мејнор (Калифорнија)
Монталвин Мејнор (енгл. Montalvin Manor) насељено је место без административног статуса у америчкој савезној држави Калифорнија.

## Демографија
По попису из 2010. године број становника је 2.876.
| Група             | 2000.    | 2010.         |
| Белци             | 0 (0,0%) | 471 (16,4%)   |
| Афроамериканци    | 0 (0,0%) | 222 (7,7%)    |
| Азијати           | 0 (0,0%) | 306 (10,6%)   |
| Хиспаноамериканци | 0 (0,0%) | 1.800 (62,6%) |
| Укупно            | 0        | 2.876         |